# Trechona
Trechona là một chi nhện trong họ Dipluridae.